# 200 m stylem motylkowym
200 m stylem motylkowym – konkurencja należąca do średnich dystansów w tym stylu. Jest rozgrywana na igrzyskach olimpijskich.

## Mistrzostwa Polski
Obecny mistrz Polski:
- Krzysztof Chmielewski (2021)[1]

Obecna mistrzyni Polski:
- Aleksandra Klusek (2021)[2]

## Mistrzostwa świata(basen 50 m)
Obecny mistrz świata:
- Léon Marchand (2022)

Obecna mistrzyni świata:
- Summer McIntosh (2022)

## Mistrzostwa świata(basen 25 m)
Obecny mistrz świata:
- Daiya Seto (2018)

Obecna mistrzyni świata:
- Katinka Hosszú (2018)

## Mistrzostwa Europy
Obecny mistrz Europy:
- Kristóf Milák (2022)

Obecna mistrzyni Europy:
- Boglárka Kapás (2021)

## Letnie igrzyska olimpijskie
Obecny mistrz olimpijski:
- Leon Marchand(2024)

Obecna mistrzyni olimpijska:
- Zhang Yufei (2021)

## Rekordy świata, Europy i Polski (basen 50 m)
|           | Imię i nazwisko    | Czas    | Miejsce ustanowienia | Data                 |         |         |
| Kobiety   | Kobiety            | Kobiety | Kobiety              | Kobiety              | Kobiety | Kobiety |
| --------- | ------------------ | ------- | -------------------- | -------------------- | ------- | ------- |
| WR        | Liu Zige           | 2:01,81 | Jinan (Chiny)        | 21 października 2009 |         |         |
| ER        | Katinka Hosszú     | 2:04,27 | Rzym (Włochy)        | 29 lipca 2009        |         |         |
| RP        | Otylia Jędrzejczak | 2:05,61 | Montreal (Kanada)    | 28 lipca 2005        |         |         |
| Mężczyźni |                    |         |                      |                      |         |         |
| WR        | Kristóf Milák      | 1:50,34 | Budapeszt (Węgry)    | 21 czerwca 2022      |         |         |
| ER        | Kristóf Milák      | 1:50,34 | Budapeszt (Węgry)    | 21 czerwca 2022      |         |         |
| RP        | Paweł Korzeniowski | 1:53,23 | Rzym (Włochy)        | 29 lipca 2009        |         |         |

## Rekordy świata, Europy i Polski (basen 25 m)
|           | Imię i nazwisko    | Czas    | Miejsce ustanowienia | Data            |         |         |
| Kobiety   | Kobiety            | Kobiety | Kobiety              | Kobiety         | Kobiety | Kobiety |
| --------- | ------------------ | ------- | -------------------- | --------------- | ------- | ------- |
| WR        | Mireia Belmonte    | 1:59,61 | Doha (Katar)         | 3 grudnia 2014  |         |         |
| ER        | Mireia Belmonte    | 1:59,61 | Doha (Katar)         | 3 grudnia 2014  |         |         |
| RP        | Otylia Jędrzejczak | 2:03,53 | Debreczyn (Węgry)    | 13 grudnia 2007 |         |         |
| Mężczyźni |                    |         |                      |                 |         |         |
| WR        | Daiya Seto         | 1:48,24 | Hangzhou (Chiny)     | 11 grudnia 2018 |         |         |
| ER        | László Cseh        | 1:49,00 | Netanja (Izrael)     | 6 grudnia 2015  |         |         |
| RP        | Paweł Korzeniowski | 1:50,13 | Stambuł (Turcja)     | 12 grudnia 2009 |         |         |